# Tirreno-Adriatico 2014
La Tirreno-Adriatico 2014, quarantanovesima edizione della corsa, valida come terza prova dell'UCI World Tour 2014, si svolse dal 12 al 18 marzo 2014 su un percorso totale di 1019,1 km suddivisi in sette tappe, con partenza da Donoratico, sede della cronosquadre iniziale, e arrivo a San Benedetto del Tronto, sede della cronometro individuale conclusiva finale. La vittoria fu appannaggio dello spagnolo Alberto Contador, il quale completò il percorso in 25h28'45", alla media di 39,997 km/h, precedendo il colombiano Nairo Quintana ed il ceco Roman Kreuziger.
Sul traguardo di San Benedetto del Tronto 156 ciclisti, su 176 partiti da Donoratico, portarono a termine la competizione.

## Tappe
| Tappa  | Data     | Percorso                                     | km     | Vincitore di tappa     | Leader cl. generale |
| ------ | -------- | -------------------------------------------- | ------ | ---------------------- | ------------------- |
| 1ª     | 12 marzo | Donoratico > San Vincenzo (cron. a squadre)  | 16,9   | Omega Pharma-Quickstep | Mark Cavendish      |
| 2ª     | 13 marzo | San Vincenzo > Cascina                       | 173    | Matteo Pelucchi        | Mark Cavendish      |
| 3ª     | 14 marzo | Cascina > Arezzo                             | 206    | Peter Sagan            | Michał Kwiatkowski  |
| 4ª     | 15 marzo | Indicatore > Cittareale/Selvarotonda         | 237    | Alberto Contador       | Michał Kwiatkowski  |
| 5ª     | 16 marzo | Amatrice > Guardiagrele                      | 190    | Alberto Contador       | Alberto Contador    |
| 6ª     | 17 marzo | Bucchianico > Porto Sant'Elpidio             | 187    | Mark Cavendish         | Alberto Contador    |
| 7ª     | 18 marzo | San Benedetto del Tronto (cron. individuale) | 9,2    | Adriano Malori         | Alberto Contador    |
| Totale | Totale   | Totale                                       | 1019,1 |                        |                     |

## Squadre partecipanti
| N.      | Cod. | Squadra                   |
| ------- | ---- | ------------------------- |
| 1-8     | ALM  | AG2R La Mondiale          |
| 11-18   | AST  | Astana Pro Team           |
| 21-28   | BAR  | Bardiani Valvole-CSF Inox |
| 31-38   | BEL  | Belkin Pro Cycling Team   |
| 41-48   | BMC  | BMC Racing Team           |
| 51-58   | CAN  | Cannondale Pro Cycling    |
| 61-68   | FDJ  | FDJ.fr                    |
| 71-78   | GRS  | Garmin-Sharp              |
| 81-88   | IAM  | IAM Cycling               |
| 91-98   | LAM  | Lampre-Merida             |
| 101-108 | LTB  | Lotto-Belisol Team        |

| N.      | Cod. | Squadra                |
| ------- | ---- | ---------------------- |
| 111-118 | MOV  | Movistar Team          |
| 121-128 | MTN  | MTN-Qhubeka            |
| 131-138 | OPQ  | Omega Pharma-Quickstep |
| 141-148 | OGE  | Orica-GreenEDGE        |
| 151-158 | EUC  | Team Europcar          |
| 161-168 | GIA  | Team Giant-Shimano     |
| 171-178 | KAT  | Katusha Team           |
| 181-188 | TNE  | Team NetApp-Endura     |
| 191-198 | SKY  | Team Sky               |
| 201-208 | TCS  | Tinkoff-Saxo           |
| 211-218 | TFR  | Trek Factory Racing    |

## Dettagli tappa per tappa

### 1ª tappa
- 12 marzo: Donoratico > San Vincenzo – Cronometro a squadre – 16,9 km

Risultati
| Pos. | Squadra                | Tempo  |
| ---- | ---------------------- | ------ |
| 1    | Omega Pharma-Quickstep | 20'13" |
| 2    | Orica-GreenEDGE        | a 11"  |
| 3    | Movistar Team          | a 18"  |

| Pos. | Corridore        | Squadra      | Tempo  |
| ---- | ---------------- | ------------ | ------ |
| 1    | Mark Cavendish   | Omega Pharma | 20'13" |
| 2    | Mic. Kwiatkowski | Omega Pharma | s.t.   |
| 3    | Rigoberto Urán   | Omega Pharma | s.t.   |

### 2ª tappa
- 13 marzo: San Vincenzo > Cascina – 173 km

Risultati
| Pos. | Corridore       | Squadra       | Tempo    |
| ---- | --------------- | ------------- | -------- |
| 1    | Matteo Pelucchi | IAM Cycling   | 3h56'12" |
| 2    | Arnaud Démare   | FDJ.fr        | s.t.     |
| 3    | André Greipel   | Lotto-Belisol | s.t.     |

| Pos. | Corridore        | Squadra      | Tempo    |
| ---- | ---------------- | ------------ | -------- |
| 1    | Mark Cavendish   | Omega Pharma | 4h16'25" |
| 2    | Mic. Kwiatkowski | Omega Pharma | s.t.     |
| 3    | Rigoberto Urán   | Omega Pharma | s.t.     |

### 3ª tappa
- 14 marzo: Cascina > Arezzo – 206 km

Risultati
| Pos. | Corridore        | Squadra       | Tempo    |
| ---- | ---------------- | ------------- | -------- |
| 1    | Peter Sagan      | Cannondale    | 5h10'17" |
| 2    | Mic. Kwiatkowski | Omega Pharma  | s.t.     |
| 3    | Simon Clarke     | Orica-GreenE. | s.t.     |

| Pos. | Corridore        | Squadra       | Tempo    |
| ---- | ---------------- | ------------- | -------- |
| 1    | Mic. Kwiatkowski | Omega Pharma  | 9h26'36" |
| 2    | Rigoberto Urán   | Omega Pharma  | a 10"    |
| 3    | Simon Clarke     | Orica-GreenE. | a 13"    |

### 4ª tappa
- 15 marzo: Indicatore > Cittareale/Selvarotonda – 237 km

Risultati
| Pos. | Corridore        | Squadra  | Tempo    |
| ---- | ---------------- | -------- | -------- |
| 1    | Alberto Contador | Tinkoff  | 6h39'56" |
| 2    | Nairo Quintana   | Movistar | a 1"     |
| 3    | Daniel Moreno    | Katusha  | a 5"     |

| Pos. | Corridore        | Squadra      | Tempo     |
| ---- | ---------------- | ------------ | --------- |
| 1    | Mic. Kwiatkowski | Omega Pharma | 16h06'42" |
| 2    | Alberto Contador | Tinkoff      | a 16"     |
| 3    | Nairo Quintana   | Movistar     | a 23"     |

### 5ª tappa
- 16 marzo: Amatrice > Guardiagrele – 192 km

Risultati
| Pos. | Corridore        | Squadra | Tempo    |
| ---- | ---------------- | ------- | -------- |
| 1    | Alberto Contador | Tinkoff | 4h54'42" |
| 2    | Simon Geschke    | Giant   | a 6"     |
| 3    | Ben King         | Garmin  | a 45"    |

| Pos. | Corridore        | Squadra  | Tempo     |
| ---- | ---------------- | -------- | --------- |
| 1    | Alberto Contador | Tinkoff  | 21h01'30" |
| 2    | Nairo Quintana   | Movistar | a 2'08"   |
| 3    | Roman Kreuziger  | Tinkoff  | a 2'15"   |

### 6ª tappa
- 17 marzo: Bucchianico > Porto Sant'Elpidio – 187 km

Risultati
| Pos. | Corridore      | Squadra      | Tempo    |
| ---- | -------------- | ------------ | -------- |
| 1    | Mark Cavendish | Omega Pharma | 4h16'15" |
| 2    | Ale. Pectacchi | Omega Pharma | s.t.     |
| 3    | Peter Sagan    | Cannondale   | s.t.     |

| Pos. | Corridore        | Squadra  | Tempo     |
| ---- | ---------------- | -------- | --------- |
| 1    | Alberto Contador | Tinkoff  | 25h17'51" |
| 2    | Nairo Quintana   | Movistar | a 2'08"   |
| 3    | Roman Kreuziger  | Tinkoff  | a 2'15"   |

### 7ª tappa
- 18 marzo: San Benedetto del Tronto – Cronometro individuale – 9,1 km

Risultati
| Pos. | Corridore         | Squadra  | Tempo  |
| ---- | ----------------- | -------- | ------ |
| 1    | Adriano Malori    | Movistar | 10'13" |
| 2    | Fabian Cancellara | Trek     | a 6"   |
| 3    | Bradley Wiggins   | Sky      | a 11"  |

| Pos. | Corridore        | Squadra  | Tempo     |
| ---- | ---------------- | -------- | --------- |
| 1    | Alberto Contador | Tinkoff  | 25h28'45" |
| 2    | Nairo Quintana   | Movistar | a 2'05"   |
| 3    | Roman Kreuziger  | Tinkoff  | a 2'14"   |

## Evoluzione delle classifiche
| Tappa              | Vincitore              | Classifica generale | Classifica a punti | Classifica scalatori | Classifica giovani | Classifica a squadre   |
| ------------------ | ---------------------- | ------------------- | ------------------ | -------------------- | ------------------ | ---------------------- |
| 1ª                 | Omega Pharma-Quickstep | Mark Cavendish      | non assegnata      | non assegnata        | Michał Kwiatkowski | Omega Pharma-Quickstep |
| 2ª                 | Matteo Pelucchi        | Mark Cavendish      | Matteo Pelucchi    | Marco Canola         | Michał Kwiatkowski | Omega Pharma-Quickstep |
| 3ª                 | Peter Sagan            | Michał Kwiatkowski  | Peter Sagan        | Marco Canola         | Michał Kwiatkowski | Omega Pharma-Quickstep |
| 4ª                 | Alberto Contador       | Michał Kwiatkowski  | Peter Sagan        | Marco Canola         | Michał Kwiatkowski | AG2R La Mondiale       |
| 5ª                 | Alberto Contador       | Alberto Contador    | Alberto Contador   | Marco Canola         | Nairo Quintana     | AG2R La Mondiale       |
| 6ª                 | Mark Cavendish         | Alberto Contador    | Peter Sagan        | Marco Canola         | Nairo Quintana     | AG2R La Mondiale       |
| 7ª                 | Adriano Malori         | Alberto Contador    | Peter Sagan        | Marco Canola         | Nairo Quintana     | AG2R La Mondiale       |
| Classifiche finali | Classifiche finali     | Alberto Contador    | Peter Sagan        | Marco Canola         | Nairo Quintana     | AG2R La Mondiale       |

Maglie indossate da altri ciclisti in caso di due o più maglie vinte
- Nella 4ª tappa Luke Durbridge ha indossato la maglia bianca al posto di Michał Kwiatkowski.
- Nella 5ª tappa Nairo Quintana ha indossato la maglia bianca al posto di Michał Kwiatkowski.
- Nella 6ª tappa Matthias Brändle ha indossato la maglia rossa al posto di Alberto Contador.

## Classifiche finali

### Classifica generale
| Pos. | Corridore          | Squadra      | Tempo     |
| ---- | ------------------ | ------------ | --------- |
| 1    | Alberto Contador   | Tinkoff      | 25h28'45" |
| 2    | Nairo Quintana     | Movistar     | a 2'05"   |
| 3    | Roman Kreuziger    | Tinkoff      | a 2'14"   |
| 4    | J.C. Péraud        | AG2R         | a 2'39"   |
| 5    | Julián Arredondo   | Trek Factory | a 2'54"   |
| 6    | D. Pozzovivo       | AG2R         | a 3'04"   |
| 7    | Robert Kišerlovski | Trek Factory | a 3'09"   |
| 8    | Daniel Moreno      | Katusha      | a 3'16"   |
| 9    | Michele Scarponi   | Astana       | s.t.      |
| 10   | Mikel Nieve        | Sky          | a 3'19"   |

### Classifica a punti
| Pos. | Corridore          | Squadra    | Punti |
| ---- | ------------------ | ---------- | ----- |
| 1    | Peter Sagan        | Cannondale | 26    |
| 2    | Alberto Contador   | Tinkoff    | 24    |
| 3    | Matthias Brändle   | IAM        | 20    |
| 4    | Michał Kwiatkowski | Omega      | 18    |
| 5    | Arnaud Démare      | FDJ        | 17    |

### Classifica scalatori
| Pos. | Corridore        | Squadra  | Punti |
| ---- | ---------------- | -------- | ----- |
| 1    | Marco Canola     | Bardiani | 25    |
| 2    | Alberto Contador | Tinkoff  | 11    |
| 3    | Peter Kennaugh   | Sky      | 10    |
| 4    | David de la Cruz | NetApp   | 9     |
| 5    | Aleksej Lucenko  | Astana   | 8     |

### Classifica giovani
| Pos. | Corridore          | Squadra  | Tempo     |
| ---- | ------------------ | -------- | --------- |
| 1    | Nairo Quintana     | Movistar | 25h30'50" |
| 2    | Diego Ulissi       | Lampre   | a 1'27"   |
| 3    | Michał Kwiatkowski | Omega    | a 3'33"   |
| 4    | Dominik Nerz       | BMC      | a 4'29"   |
| 5    | Ben King           | Garmin   | a 4'40"   |